# Planemo
Un planemo  es un objeto astronómico de masa planetaria, es decir, más grande que un asteroide de forma irregular, pero no tanto como para generar reacciones nucleares que lo conviertan en una estrella. El término cubre todos los cuerpos dentro de estos tamaños, aunque un planemo que gira alrededor de una estrella se denomina con el término más específico de planeta. Planemo es un acrónimo de la expresión inglesa planetary mass object (objeto de masa planetaria).

## El origen del término
El término «planemo» lo propuso Gibor Basri, profesor de astronomía de la Universidad de Berkeley (California), a la Unión Astronómica Internacional para ayudar a clarificar la nomenclatura de los cuerpos celestes. En ese momento el mundo de la astronomía experimentaba un debate acerca de lo que es un planeta. Bajo la definición de Basri un planemo sería un objeto «redondeado por su propia gravedad» y cuyo núcleo no llega a sufrir la fusión nuclear durante su vida, independientemente de su órbita. La definición de planeta sería «un planemo que orbita un fusor», y se pensó que esta sería la solución del debate.

## Utilidad del término
Se puede considerar útil porque crea una categoría de objetos en los que entran los planetas interestelares, los cuales teóricamente no se incluyen en la definición de planeta al no orbitar alrededor de una estrella. También abarca bajo su definición a las grandes lunas del sistema solar, que son objetos en equilibrio hidrostático al igual que los planetas, así como también a los planetas enanos.

## Dentro de nuestro sistema solar
Si aplicamos la definición a nuestro propio sistema solar, serían planemos: 
|  |  |  |  |  | 1. Mercurio 2. Venus 3. Tierra - Luna 4. Marte 5. Ceres 6. Júpiter - Io - Europa - Ganímedes - Calisto 7. Saturno - Mimas - Encélado - Tetis - Dione - Rea - Titán - Jápeto 8. Urano - Miranda |  |  |  |  |  |  |  |  |  |  |  |  |  |  |  |  |  | 1. Neptuno - Tritón 2. Orcus 3. Plutón - Caronte 4. Ixión 5. 2002 UX25 6. Varuna 7. 2002 TX300 8. (19308) 1996 TO66 9. (136108) Haumea (2003 EL61) 10. Quaoar 11. Makemake 12. Aya 13. 2002 TC302 14. Eris 15. Sedna |

Si se usara la definición de Basri, los 23 planemos de la lista anterior que no son lunas serían planetas, y potencialmente todavía podrían descubrirse algunos más. 
Sin embargo, el término «esférico» necesitaría ser cuantificado. Por ejemplo, 2003 EL61 es más un elipsoide que una esfera. Basri dice que la esfericidad requiere una masa mínima para permitir que su misma gravedad supere cualquier fuerza material que podría producir formas asimétricas y que «técnicamente la esfericidad tiene que ver con la superficie equipotencial».

## Descubrimientos recientes
En agosto de 2006 se descubrió desde el Observatorio Europeo del Sur un par de planemos «gemelos» a unos 400 años luz, llamados Oph 162225-240515, o Oph 1622. Este fue un descubrimiento importante, pues son los primeros planemos descubiertos que no forman parte de ningún sistema planetario y por tanto no son planetas. Su formación es más parecida a la de las estrellas dobles que a la de los planetas.